# Landesbank Berlin
Landesbank Berlin, LBB (dosłownie Bank Krajowy w Berlinie) – jeden z banków komercyjnych w Niemczech. Obecnie funkcjonuje pod nazwą Landesbank Berlin Holding.
Bank jest kontynuatorem tradycji Berliner Sparkasse (Berlińskiej Kasy Oszczędnościowej) utworzonej w 1818. W wyniku późniejszych przekształceń własnościowych w 1998 utworzony został Bankgesellschaft Berlin, a dalsze przekształcenia, wywołane przez ujawnienie nieprawidłowości w funkcjonowaniu tej instytucji, doprowadziły w sierpniu 2006 do utworzenia Landesbank Berlin Holding w obecnym jego kształcie.
W latach 1997–2005 bank posiadał w Polsce spółkę zależną o nazwie Bankgesellschaft Berlin (Polska).
W grudniu 2008 gazeta "Frankfurter Rundschau" poinformowała, o kolejnym skandalu w tym banku: z bazy danych Landesbank Berlin skradzione miały zostać dane kart kredytowych kilkudziesięciu tysięcy klientów. Wkrótce jednak okazało się, że do kradzieży w rzeczywistości nie doszło, a przyczyną całego zamieszania był błąd dwóch pracowników firmy kurierskiej. Ukarani oni zostali pół roku później grzywnami w wysokości kilkuset euro każdy.